# Juan Castells
Juan Castells y Rosell (Ager, 1802 - Niza, marzo de 1891) fue un militar carlista español.

## Biografía

### Primera Guerra Carlista
Partidario de la causa carlista, a principios de 1835 se lanzó a campaña al grito de ¡Viva Carlos V! al frente de una partida con la cual organizó un batallón cuyo mando se le confirió al año siguiente. Asistió a los ataques de Pla de Isobol, Hort, Berga, Vallcebre y Hostal de Farriols, ganando la Cruz de la Real y Militar Orden de San Fernando.
Al mando de dos batallones, derrotó, a principios de marzo de 1837, a la División liberal de Antonio Niubó en las inmediaciones de la casa llamada Estany de Llovarola, muriendo aquel jefe isabelino en el combate, y quedando en poder del jefe carlista Castells gran número de prisioneros —entre ellos 27 oficiales— por cuyo hecho de armas le fue concedida la Encomienda de la Real y Americana Orden de Isabel la Católica.
En el mes de junio del mismo año el General Marqués de la Solana encargó el bloqueo de Berga a Castells, quien se distinguió en el asalto de dicha plaza, y ya era coronel cuando tomó el mando de todos los carlistas de Cataluña el General Conde de España, que lo nombró comandante general de la 2.ª División, compuesta de 5 batallones. En la reñida acción de Ager que sostuvo contra el general en jefe liberal Barón de Meer.

### Segunda guerra carlista

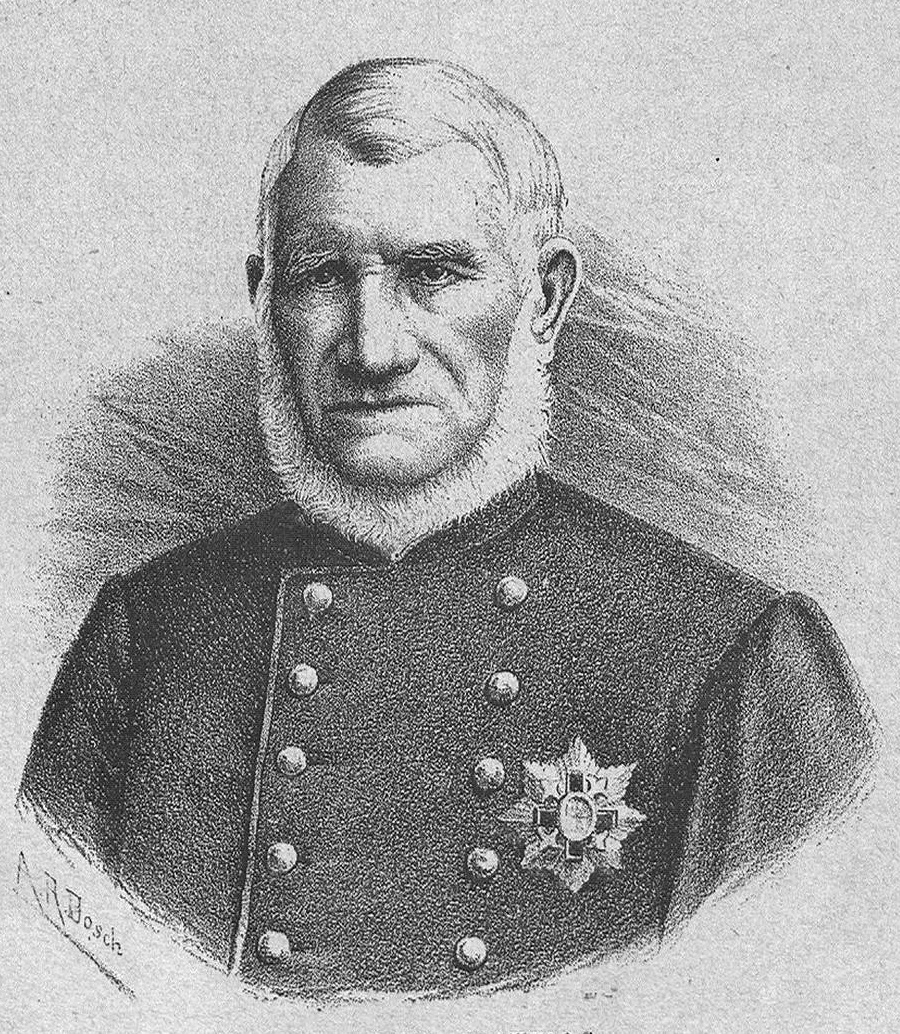
Juan Castells retratado en la revista El Estandarte Real.

Al concluirse la primera guerra carlista, el brigadier Castells emigró a Francia, residiendo en Bourges, y luego a Inglaterra, estableciéndose en Londres. En agosto de 1847 entró de nuevo en Cataluña y participó en la segunda guerra carlista al frente de 200 voluntarios, distinguiéndose en los combates de Igualada, Monistrol de Montserrat, Coll de Estanyes y Bagá, donde venció al Brigadier García. Recibió una herida en la acción de Valhonesta y emigró de nuevo a Francia después de conquistar la faja de Mariscal de Campo con el mérito que contrajo en el bloqueo de Berga y en la reñida jornada de Vallcebre.
En 1853 el General Castells volvió a España y, a poco de fijar su residencia en Barcelona, el capitán general de Cataluña Ramón de Larrocha le ofreció apoyarle con su influencia si quería pedir al gobierno isabelino la revalidación del alto empleo que había logrado obtener en el campo carlista. Juan Castells, sin embargo, prefirió vivir alejado de la vida militar. A poco de ser destronada Isabel II, Castells fue encerrado en el castillo de Montjuich, donde permaneció largo tiempo, durante el cual se produjo un nuevo alzamiento carlista, por el que sería fusilado por los liberales en Montalegre su hijo Hipólito, joven de 15 años, cuya muerte fue enérgicamente criticada hasta por los mismos republicanos.

### Tercera guerra carlista

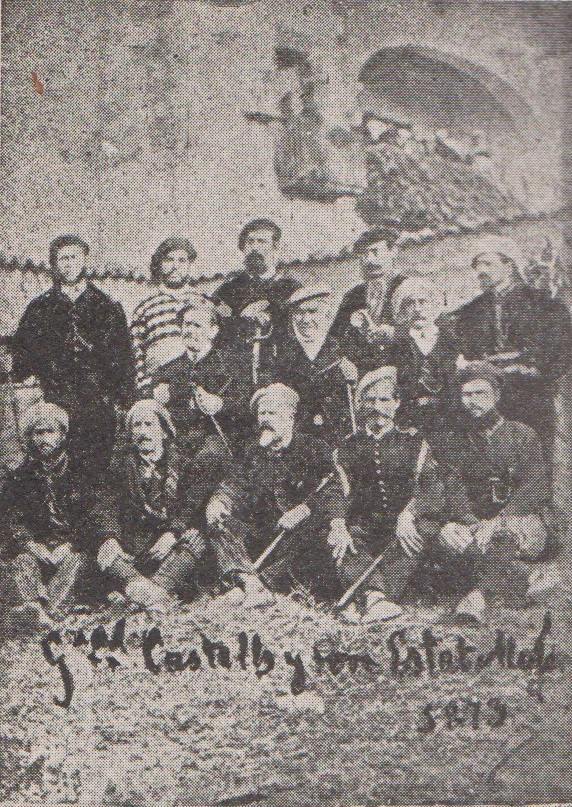
El general Castells y su Estado Mayor (1873)

El 6 de abril de 1872 el general Castells dio el grito de ¡Viva Carlos VII! en Gracia (Barcelona) al frente de 74 hombres, y con el cargo de comandante general de los carlistas de la provincia de Barcelona, creciendo aquella fuerza de tal manera que en breve tuvo ya 500 voluntarios a sus órdenes. Sostuvo los combates de Vinardell y de Vallcebre; entró en Berga; tomó Manresa, donde hizo prisionero al coronel liberal Félix Rokiski; entró en Tarrasa; dio las acciones de Mura, Bagá, Pobla de Lillet, Grau de Soldevila, Sallent, Balaguer, San Lorenzo de Morunys y Caldas de Montbuy probando sus excelentes dotes de guerrillero, sosteniéndose aún en medio de incesante persecución de que fue objeto por parte de numerosas columnas liberales por espacio de más de medio año. Don Carlos de Borbón y de Austria-Este lo recompensó con la Gran Cruz Roja del Mérito Militar y el título de Marqués de Balaguer.
Al hablar el General Nouvilas en el Congreso de los Diputados sobre el estado de la guerra civil de Cataluña por la segunda mitad del año 1872, se expresó así: 

Castells, en la provincia de Barcelona, previene a los municipios que reciban con fuego a los falsos carlistas que se presenten a exigir contribuciones, lo que no se atrevería a ordenar el mismo Capitán General del Principado, porque sabe que sería desobedecido.

En el mes de febrero de 1873 el General Castells fue sustituido por el Brigadier Galcerán en el mando de los carlistas de la provincia de Barcelona; entonces estuvo bastante tiempo en Ripoll en situación de cuartel. Luego volvió a emigrar por tercera vez; viajó por distintos puntos del extranjero, y, por fin, en marzo de 1875 fue nombrado comandante general de la 2.ª División carlista de Cataluña, compuesta de las brigadas de Lérida y Gerona.
En esta nueva etapa de su vida militar, el general carlista Castells venció al Brigadier liberal José Delatre en Tragó; cogió más de cien caballos en Agramunt, y en agosto —a la cabeza de los batallones tercero de Lérida y cuarto de Aragón, una pieza de Artillería y algunos caballos— trató de auxiliar la plaza carlista de la Seo de Urgel, atacando al efecto, a los sitiadores por la parte de Adrall y por la de Navinés, donde hizo prisionera una Compañía de Infantería. A principios de septiembre de 1875 Juan Castells fue nombrado comandante general carlista de Cataluña con el empleo de teniente general, cuando ya no podía contar sino con harto escasas fuerzas para oponerse a los sesenta mil hombres que los alfonsinos habían reunido en el Principado. A pesar de todo, aun logró prolongar la guerra durante un par de meses, venciendo a la columna de Enrile en Agramunt, el Regimiento de América en Espinalvet y al de Reserva de Barcelona en Pobla de Lillet.
Concluida la tercera campaña carlista, Castells emigró a Francia y falleció en Niza en marzo de 1891. Sin embargo, Joaquín de Bolós aseguró que se retiró a Barcelona y que lo había visto alguna vez oyendo misa en la iglesia de San Jaime.